# Weltmeisterschaften im Gewichtheben 1937
Die 23. Weltmeisterschaften im Gewichtheben fanden vom 10. bis zum 12. September 1937 in der französischen Hauptstadt Paris statt. An den von der International Weightlifting Federation (IWF) im Dreikampf (beidarmiges Drücken, Reißen und Stoßen) ausgetragenen Wettkämpfen nahmen 50 Gewichtheber aus zehn Nationen teil.

## Medaillengewinner
| Disziplin           | Gold             | Silber                 | Bronze          |
| ------------------- | ---------------- | ---------------------- | --------------- |
| Federgewicht        | Georg Liebsch    | Anton Richter          | Max Walter      |
| Leichtgewicht       | Anthony Terlazzo | Robert Fein            | Karl Jansen     |
| Mittelgewicht       | John Terpak      | Adolf Wagner           | Hans Walla      |
| Leichtschwergewicht | Fritz Haller     | Louis Hostin           | Anton Gietl     |
| Superschwergewicht  | Josef Manger     | Václav Pšenička senior | Heinz Schattner |

## Medaillenspiegel
Die Platzierungen im Medaillenspiegel sind nach der Anzahl der gewonnenen Goldmedaillen sortiert, gefolgt von der Anzahl der Silber- und Bronzemedaillen (lexikographische Ordnung). Weisen zwei oder mehr Nationen eine identische Medaillenbilanz auf, werden sie alphabetisch geordnet auf dem gleichen Rang geführt.
| Rang | Nation             | Gold | Silber | Bronze | Gesamt |
| ---- | ------------------ | ---- | ------ | ------ | ------ |
| 1.   | Deutsches Reich    | 2    | 1      | 4      | 7      |
| 2.   | Vereinigte Staaten | 2    | 0      | 0      | 2      |
| 3.   | Österreich         | 1    | 2      | 1      | 4      |
| 4.   | Tschechoslowakei   | 0    | 1      | 0      | 1      |
| 4.   | Frankreich         | 0    | 1      | 0      | 1      |